# Merkelbach
Merkelbach település Németországban, Rajna-vidék-Pfalz tartományban. Lakosainak száma 438 fő (2023. december 31.).

## Népesség
A település népességének változása:
| Lakosok száma | 387  | 426  | 412  | 413  | 423  | 438  |
|               | 1975 | 2017 | 2019 | 2021 | 2022 | 2023 |